# Nuclei vestibolari
I nuclei vestibolari sono i nuclei cranici del nervo vestibolare.
Nella Terminologia Anatomica sono raggruppati sia nel ponte sia nel bulbo.

## Sottonuclei
Si distinguono 4 sottonuclei, situati al di sotto del quarto ventricolo, di cui costituiscono il limite inferiore.
| Nome                                                                | Disposizione                                        | Note |
| ------------------------------------------------------------------- | --------------------------------------------------- | --- |
| nucleo vestibolare mediale o nucleo di Schwalbe (o triangolare)     | midollo allungato (pavimento del quarto ventricolo) | corrisponde alla parte inferiore dell'area acustica nella fossa romboidale; la terminazione caudale di questo nucleo viene talvolta definita come nucleo vestibolare spinale o discendente. |
| nucleo vestibolare laterale o nucleo di Deiters (o dorsale esterno) | midollo allungato (superiore)                       | è formato da cellule larghe ed è situato nell'angolo laterale della fossa romboidale; la parte dorso-laterale di questo nucleo è talvolta chiamata nucleo di Bechterew.                     |
| nucleo vestibolare inferiore                                        | midollo allungato (inferiore)                       | |
| nucleo vestibolare superiore                                        | ponte                                               | |

## Efferenze
I nuclei vestibolari danno origine a diversi sistemi di fibre:
- Fascicolo Longitudinale Mediale (FLM), è un piccolo fascio di fibre con azione di controllo e coordinazione dei movimenti verticali degli occhi. Origina prevalentemente da efferenze dei nuclei vestibolare superiore e mediale.
- Fascio vestibolo-spinale mediale, via di controllo motorio facente parte del sistema extrapiramidale. Origina dai nuclei vestibolari inferiore e mediale.
- Fascio vestibolo-spinale laterale, parte del sistema extrapiramidale. Origina dal nucleo vestibolare laterale e contribuisce a un effetto facilitatorio della muscolatura estensoria assieme ai fasci reticolo-spinali mediali.

Sono presenti inoltre numerose efferenze dirette al cervelletto tramite il peduncolo cerebellare inferiore (corpo iuxarestiforme)

## Immagini correlate

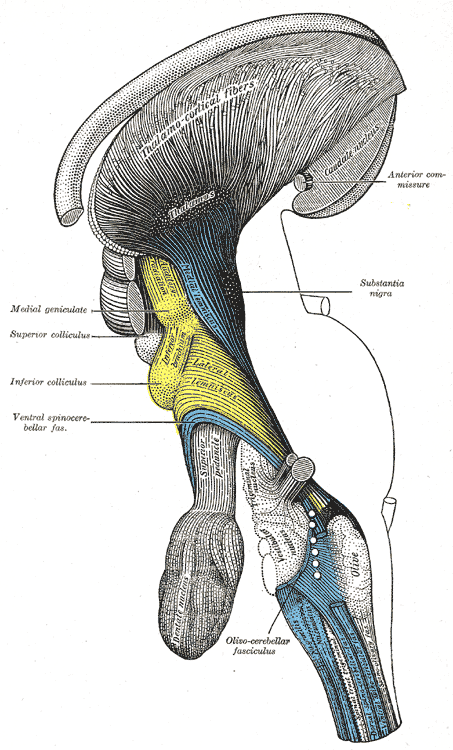
Profonda dissezione del tronco encefalico. Vista laterale.
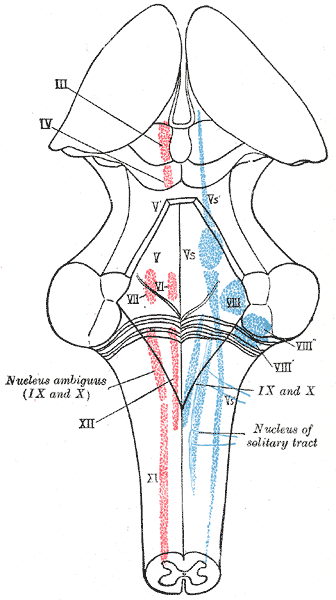
Rappresentazione schematica dei nuclei dei nervi cranici; vista dorsale. Nuclei motori in rosso; sensoriali in blu.
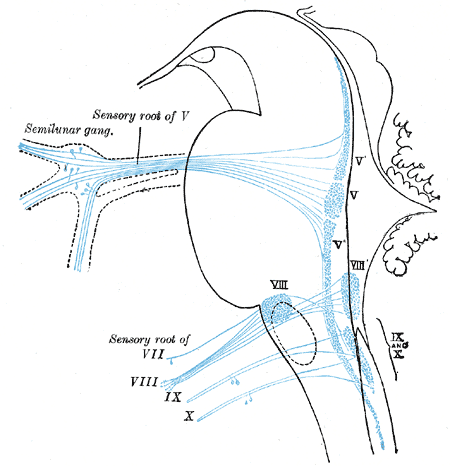
Rappresentazione schematica delle terminazioni dei nuclei dei nervi cranici afferenti (sensoriali); vista laterale.
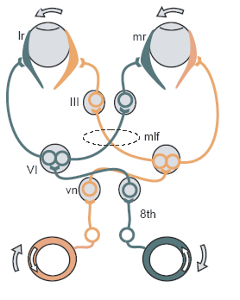
Riflesso oculo-cefalico